# دوبروشتسه
دوبروشتسه (به لهستانی:  Dobroszyce) یک روستا در لهستان است که در گمینا دوبروشتسه واقع شده‌است. دوبروشتسه ۲٬۳۷۶ نفر جمعیت دارد.